# نارنگ سیدان
نارنگ سیدان (به انگلیسی: Nārag) یک منطقهٔ مسکونی در پاکستان است که در پنجاب واقع شده‌است.